# Aldaia
Aldaia – gmina w Hiszpanii, w prowincji Walencja, we wspólnocie autonomicznej Walencja, o powierzchni 16,05 km². W 2011 roku liczyła 30 874 mieszkańców.